# IBM Workplace OS
IBM Workplace OS（IBMワークプレイスOS）は、IBMが1990年代に計画・開発していたマイクロカーネルベースのオペレーティングシステムである。

## 概要
詳細は IBM Workplace OS （英語）も参照
Workplace OSは、1991年 IBMによる新しいオペレーティングシステム (OS) の構想として生まれた。Workplace OSは、IBMの（メインフレームを除く）全てのOSに共通のマイクロカーネルの基盤を採用することで、ソフトウェアの可搬性を高め、保守費用を削減することを目的とした。
Workplace OSは、カーネギーメロン大学で開発され、OSFの研究所で大幅に修正されたMach 3.0 マイクロカーネル（リリース mk68）をベースとした。マイクロカーネルの上では、DOS、OS/2、Microsoft Windows、OS/400、AIXなどの複数のオペレーティングシステム（オペレーティングシステムパーソナリティ、または単にパーソナリティと呼ばれた）が稼働する予定だった。またIBMはWorkplace OSを、PowerPC、ARM、x86などの複数のプロセッサに対応し、PDAからワークステーション、更には大型サーバまでカバーすることを計画した。
IBMは、まずは既存のx86（DOSおよびOS/2）をPowerPCベースのシステムに移行する事が容易と考えた。IBMは積極的に他社にも働きかけ、1992年にはタリジェントもIBMのマイクロカーネルに対応し、Workplace OSのパーソナリティとして、DOSやOS/2などと同時に稼働する予定となった。
Workplace OSの初期の内部開発バージョンは、x86ベースのハードウェアで稼働し、BSD UNIXとDOSのパーソナリティが稼働した。
しかし、複数のパーソナリティをサポートするカーネルの実装の困難さや、異なるパーソナリティのチーム間のコミュニケーションの悪さなどの問題が発生し、費用は200万ドルになり、PowerPCの高速版でもパフォーマンスが低かった。
結局、1995年10月にOS/2パーソナリティと新しいUNIXパーソナリティを含めたPowerPCカーネル（のみ）が商用に出荷された（「IBM Workplace OS」として発表・出荷された事は無い。この記述は限定出荷されたOS/2 for PowerPCや、PowerPC搭載ThinkPad用に準備されたAIXなどに内部使用されたカーネルの話と思われる）。
1996年にはx86とARMをサポートする第2バージョンが作成されたが、パフォーマンスが悪い、PRePとの適合性が低い、PowerPC 620の品質が悪い、コスト超過、AIXやWindowsやOS/400などのパーソナリティの未対応などの理由から、このプロジェクトは中止された。
中止に際して、IBMはWorkplace OSプロジェクトと、PowerPCのローエンドを担当するパワーパーソナル事業部(PPD)の両方を終了した。その後IBMは新しいオペレーティングシステムの開発を止め、ローエンドのx86ではWindowsとLinuxに重点を置くようになった。

## 備考
同じIBMの以下製品と同じネーミングだが、製品的には別物である。
- Workplace Shell（OS/2で採用されたオブジェクト指向のGUI環境）
- IBM Workplace（Javaベースのコラボレーション用ソフトウェア）